# Huncowska Ubocz

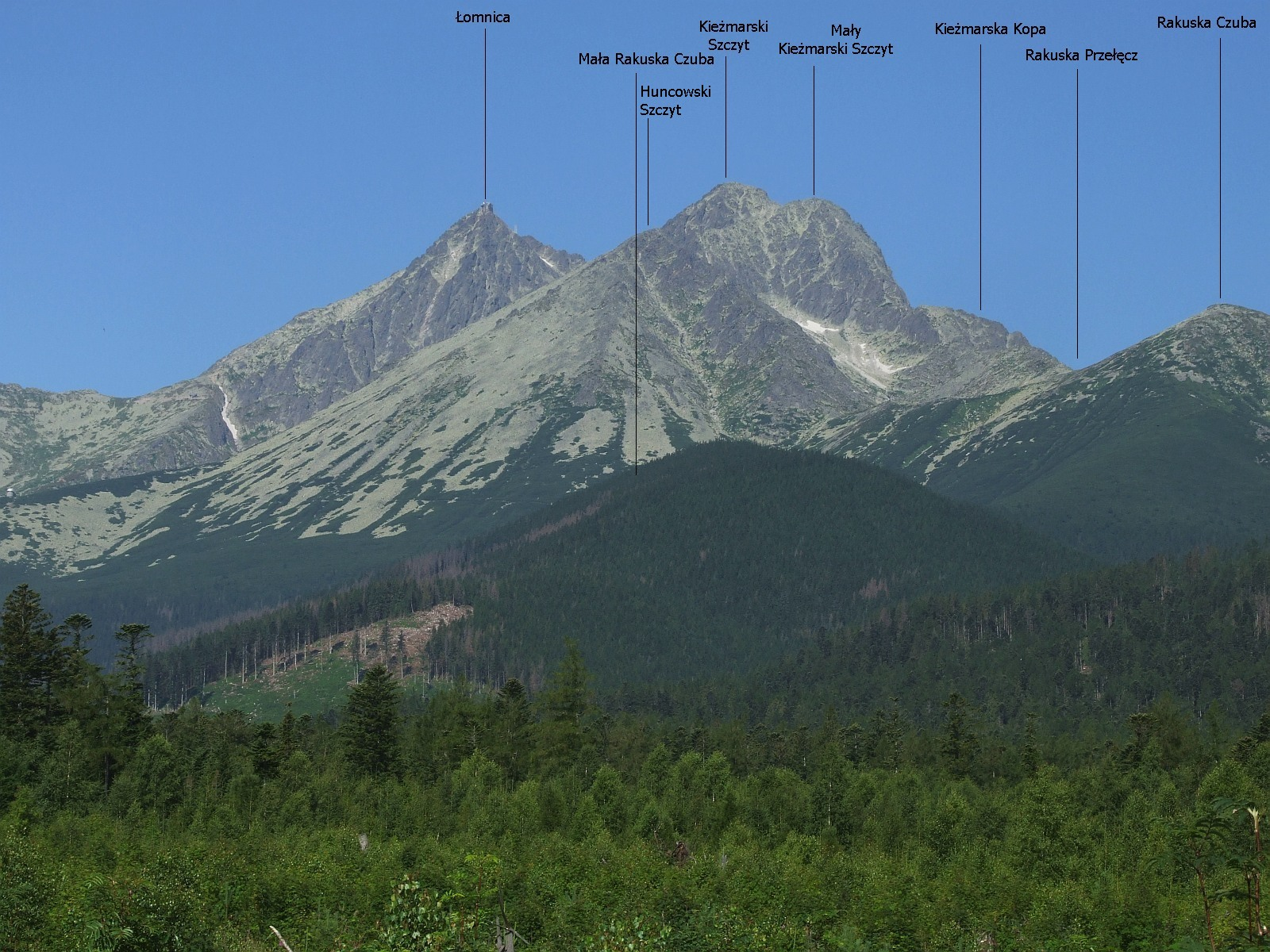
Widoczna górna część Huncowskiej Uboczy

Huncowska Ubocz (słow. Huncovské úbočie, niem. Leiten, Hunsdorfer Leiten, węg. Lejtő) – część zboczy Doliny Huncowskiej (Huncovská kotlina) w słowackich Tatrach Wysokich. Obejmuje południowo-wschodnie zbocza Huncowskiego Szczytu (Huncovský štít) od doliny Łomnickiego Potoku po zbocza Małej Rakuskiej Czubki (Malá Svišťovka) (także część zboczy tej ostatniej). Są to porośnięte lasem i kosodrzewiną tereny położone na wysokości około 900–1700 m. Dolną granicę Huncowskiej Uboczy tworzy w przybliżeniu Droga Wolności, zaś górną górny zasięg kosodrzewiny. Zbocze powyżej nosi nazwę Jaszczerzyca (Úsusty).  
Huncowską Ubocz przecinają doliny dwóch potoków: Jaszczerzyckiego (Jašterica) i Huncowskiego (Huncovský potok).

## Turystyka
Huncowską Uboczą poprowadzono niebieski szlak turystyczny od stacji kolejki linowej Start (kolejka z Tatrzańskiej Łomnicy na Łomnicę) do Folwarskiej Polany
  stacja kolejki linowej Start – Huncowska Ubocz – Rakuska Polana. Odległość 3,7 km, suma podejść 230 m, suma zejść 78 m, czas przejścia: 1:05 h, z powrotem 1 h

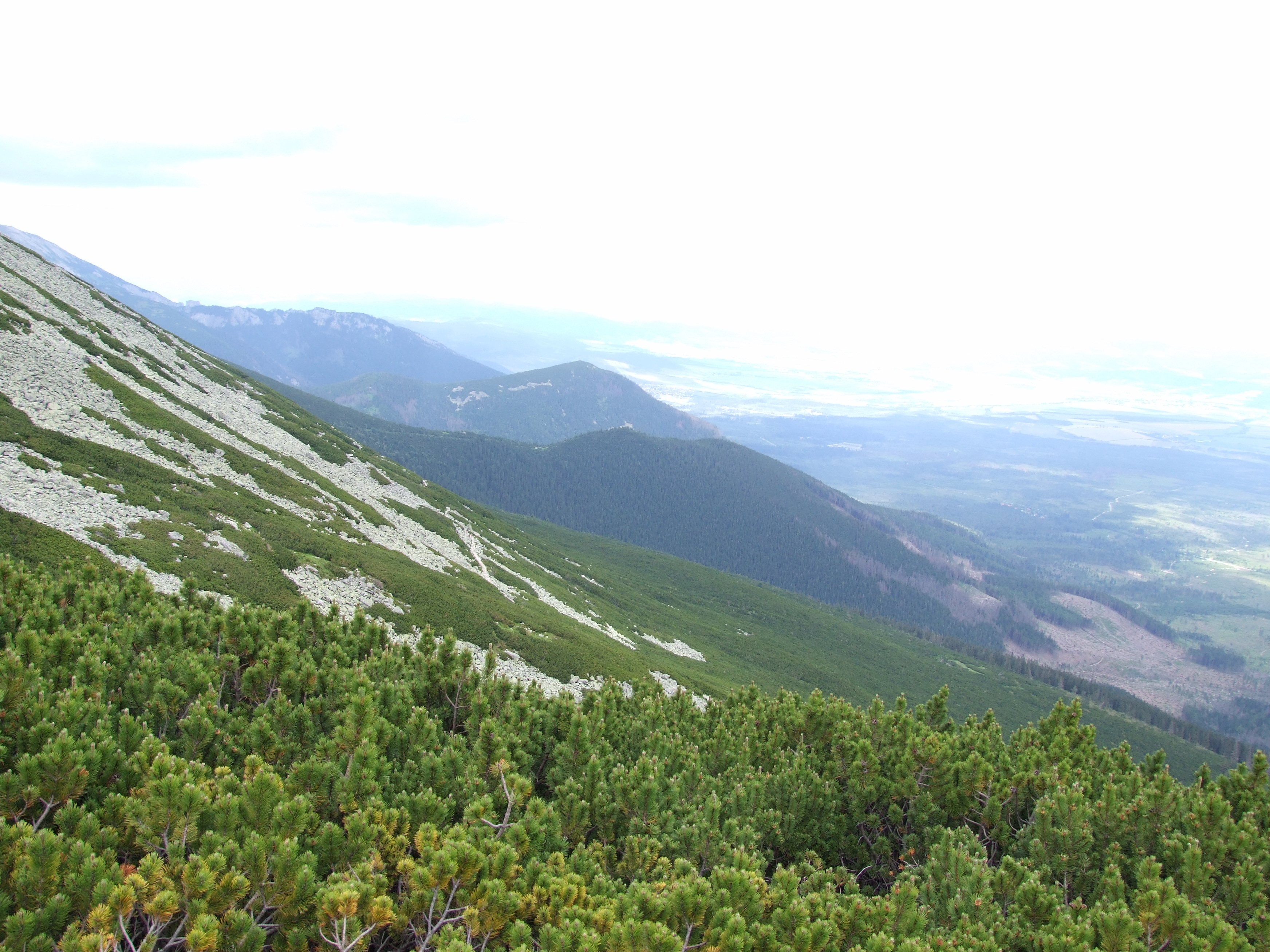
Huncowska Ubocz. Widok ze szlaku na Rakuski Przechód. W głębi Tatry Bielskie